# Diaphorocellus isalo
Espèce
Diaphorocellus isalo est une espèce d'araignées aranéomorphes de la famille des Palpimanidae.

## Distribution
Cette espèce est endémique de Madagascar. Elle se rencontre dans le parc national de l'Isalo.

## Description
Le mâle holotype mesure 4,50 mm et la femelle paratype 6,50 mm.

## Étymologie
Son nom d'espèce lui a été donné en référence au lieu de sa découverte, le parc national de l'Isalo.

## Publication originale
- Zonstein & Marusik, 2020 : Two new species of Diaphorocellus Simon, 1893 from Madagascar (Araneae, Palpimanidae). African Invertebrates, vol. 6, no 1, p. 1-15 (texte intégral).